# BMSK Zrt.
A BMSK Zrt. (teljes nevén a BMSK Beruházási, Műszaki Fejlesztési, Sportüzemeltetési és Közbeszerzési Zártkörűen Működő Részvénytársaság) 100 %-os állami tulajdonban álló társaság, amely a speciális szakértelmet igénylő szolgáltatásait főleg állami szervezetek illetve az önkormányzati szféra számára nyújtja. Ezen belül egyre nagyobb teret kap a civil- illetve sportlétesítményekkel kapcsolatos szolgáltató tevékenység.

## Tevékenységi köre
Fő tevékenysége: 7112. Mérnöki tevékenység, műszaki tanácsadás, különösen
- közbeszerzési, beszerzési és pályáztatási eljárások előkészítése és lefolytatása;
- építési-beruházások megvalósítása, projektek menedzselése;
- sportüzemeltetési tevékenység;
- logisztikai tevékenység;
- sportlétesítmény fejlesztési tevékenység;
- létesítménygazdálkodási tevékenység.

## Székhelye
1146 Budapest, Istvánmezei út 1-3.

## Vezetője
Medvigy Mihály dr. - 2012. február 7-től. (Elődje Hajdu Endre volt.)

## Története
A BMSK a Belügyminisztérium által 2000. március 27-én alapított BMBK Rt. általános jogutódja.
2007-ben a társaságba beolvadt a Magyar Sport Háza Zrt. és a Rendezvénycsarnok Zrt. Ez jelentős mértékű vagyoni és profilnövekedést eredményezett, mivel a Papp László Budapest Sportaréna, a Magyar Sport Háza Irodaház, valamint a Széchy Tamás uszodakomplexum is a társaság tulajdonába került.  
Az MNV Zrt. tulajdoni körébe tartozó BMSK Zrt. 2010 körül mintegy  32 milliárdos ingatlanvagyon fölött rendelkezett; állami részvénytársaságként 2008-ban 2,5 milliárdos éves nettó árbevételt produkált.
2018. június 27-től a BMSK Zrt. felett a tulajdonosi jogokat a nemzeti vagyonkezeléséért felelős tárca nélküli miniszter 2022. december 31-ig gyakorolja.
2019. február 5-én 172 főt foglalkoztatott.

## Fontosabb projektekben való részvétele
- A Kormány a 2016-2020 közötti időszakra vonatkozó Nemzeti Szabadidős-Egészség Sportpark Program során megvalósuló beruházásokkal kapcsolatos feladatok ellátására, lebonyolítására, továbbá a Programmal kapcsolatos szakértői feladatok ellátására kizárólagos joggal a BMSK Zrt.-t jelölte ki.[5]
- a Mogyoród közigazgatási területén elhelyezkedő, az ingatlan-nyilvántartás szerinti 0222/3, 0222/9, 0222/12, 0222/14, 0242/24, 0242/25 és 0242/26 helyrajzi számú ingatlanokon, illetve ezen ingatlanokból telekalakítási eljárás véglegessé válását követően kialakított ingatlanokon, a Stratégiai Fejlesztési Program megvalósításával kapcsolatos beruházás beruházáslebonyolítója és műszaki ellenőre kizárólagos joggal a BMSK Zrt.[6]